# Mistral (cinéma)
Pour les articles homonymes, voir Mistral.
Le Mistral est un cinéma situé au 70, avenue du Général-Leclerc dans le 14e arrondissement de Paris. Inauguré en 1911 lors de la grande vague d'ouverture de salles de cinéma dans la capitale, c'est l'un des cinémas les plus anciens de la ville, jusqu'à sa fermeture définitive en 2016 puis la destruction du bâtiment.

## Historique
Ancien théâtre des Fantaisies de Montrouge, datant du XIXe siècle, le lieu est reconverti en salle de cinéma sous la direction de Serge Sandberg et ouvre en septembre 1911 sous le nom de Grand-Cinéma,. En 1921, l'architecte Marcel Oudin détruit l'ancien bâtiment et reconstruit une structure moderne en béton armé, l'une des toutes premières en France. De 1922 à 1932, il reprend sa vocation théâtrale initiale, sous le nom de Montrouge-Palace, pour définitivement s'attacher à la diffusion des films dans une salle classique, orchestre et balcon, de 1 300 places nommée le Mistral sous l'ère de Joseph Rytmann, fondateur du circuits des cinémas Rytmann.
Lors d'une importante restructuration en 1971, il est divisé en deux salles distinctes (par transformation habituelle du balcon en seconde salle), avant de devenir un multiplexe indépendant de cinq salles en 1976 d'une capacité totale d'environ 800 places sous la gestion du circuit Rytmann. À la fin des années 2000, il passe sous le contrôle de la société Les cinémas Gaumont Pathé, qui possède déjà le Gaumont Alésia voisin.
Alors que le Gaumont Alésia rouvre après deux ans de travaux, la société Les cinémas Pathé Gaumont ferme définitivement le Mistral le 19 juillet 2016, après la dernière séance. Le bâtiment est entièrement détruit pour laisser la place à un immeuble résidentiel,.

## Accès
Le Mistral était accessible par la ligne métro 4 aux stations Alésia et Mouton-Duvernet.